# Șerban Lupu
Șerban Lupu (n. 21 iunie 1952 – d. 11 august 2023) a fost un violonist și profesor universitar româno-american, cercetător al operelor necunoscute ale lui George Enescu. A fost considerat unul dintre cei mai buni interpreți contemporani ai lucrărilor compuse pentru vioară de George Enescu.

## Educație
Șerban Lupu s-a născut la Brașov, într-o veche familie românească din Transilvania. A fost fiul Eugeniei Grama și al lui Mircea Aurel Lupu, inginer cu studii în Germania și care studiase vioara cu Constantin Bobescu. Tatăl său l-a încurajat să studieze vioara la vârsta de 6 ani, apoi a urmat studii la Școala de Muzică „George Enescu” din București.
A absolvit Universitatea Națională de Muzică București, la clasa profesorului George Manoliu. A obținut o bursă la Guildhall School of Music and Drama din Londra, unde a studiat cu Yfrah Neaman. De asemenea, și-a continuat instruirea muzicală cu violoniști renumiți precum: Yehudi Menuhin, Nathan Milstein, Henryk Szeryng sau Sandor Végh, dar și și cu Norbert Brainin de la Amadeus String Quartet.

## Carieră
În 1976 s-a stabilit în Statele Unite ale Americii, unde a predat vioara la Universitatea din Illinois timp de 25 de ani, iar în anul 2011 a devenit Profesor Emerit al Universității din Illinois și a continuat activitățile sale muzicale și pedagogice în Europa. A fost Președintele Societății „George Enescu” din SUA. După decembrie 1989, a revenit des în România.
A fost director artistic al Festivalului „Cetatea Muzicală a Brașovului” în România și director artistic al Festivalului Gubbio din Italia, precum și concertmaestru asociat al Operei din San Francisco.
A susținut concerte la Kennedy Center, Gstaad Festival, Aldeburgh Festival, Royal Festival Hall, Queen Elizabeth Hall, Wigmore Hall, St. Louis Music Hall și Carnegie Hall. A colaborat cu dirijori ca Mendi Rodan, Cristian Mandeal, Kirk Trevor sau Horia Andreescu. De-a lungul timpului, a abordat un repertoriu format atât din opusuri concertistice de referință, cât și din lucrări camerale. S-a specializat în interpretarea muzicii românești și est-europene, cu o preocupare aparte pentru promovarea lucrărilor lui Enescu. Alături de compozitorul Cornel Țăranu, a prelucrat și terminat lucrarea „Capriciul Român pentru vioară și orchestră" a lui George Enescu.

## Recunoaștere
A fost laureat al mai multor concursuri internaționale precum: Viena International, Romanian National String Quartet, Jacques Thibaud la Paris, Carl Flesch la Londra, Royal Society of Arts și Park Lane Group Contest.
A primit numeroase distincții pentru activitatea de promovare a creației enesciene, inclusiv prin munca de publicare a lucrărilor încă necunoscute publicului său, de completare a celor rămase neîncheiate, după schițele originale ale compozitorului. În 2000, Șerban Lupu a primit distincția pentru întreaga carieră din partea Fundației Culturale Române pentru eforturile depuse pentru promovarea culturii și a muzicii românești pe plan internațional.
În mai 2002, i s-a acordat Premiul „Arnold Beckman” de către Comisia de Cercetare a Universității din Illinois, pentru înregistrarea operelor complete pentru vioară și pian de Bela Bartók.
În noiembrie 2002, a fost distins cu titlul de Doctor Honoris Causa de către Academia de Muzică „Gheorghe Dima” din Cluj-Napoca, iar în ianuarie 2004 Președintele României Ion Iliescu i-a conferit titlul de Comandor al Ordinului Național „Serviciul Credincios” pentru activitățile sale muzicale și culturale desfășurate pe plan internațional.